# Processó dansant d'Echternach
La Processó dansant d'Echternach és una processó religiosa que té lloc cada any el dimarts de Pentecosta, a Echternach.
La melodia s'assembla a una polca, els participants discuteixen, saltant en fila, pels carrers de la ciutat fins a arribar a l'abadia d'Echternach, on es troba el sepulcre de Willibrord. Aquesta processó, que atreu turistes de tots els països veïns del Gran Ducat de Luxemburg i un gran nombre de bisbes, és un esdeveniment internacional. Els ballarins, avancen tres passos per retrocedir a continuació dues passes, és l'origen de l'expressió: «No sigui a Echternach».

## Història
La processió, en la seva forma actual data del segle xix. Encara que algunes fonts fins i tot remunten els seus orígens a la fi de l'edat mitjana. Fins ara no s'ha pogut explicar fil per randa l'origen d'aquesta processió de ball. Com sant Willibrord, se suposa que té vincles amb les malalties nervioses i d'epilèpsia, es va organitzar al seu honor, per ajudar la gent, sovint es relaciona l'origen d'aquesta processió l'esperança d'alleugeriment per als malalts del sistema nerviós, o per preservar-los d'aquesta malaltia.
La processió va ser motivada per sentiments religiosos i també per una llarga tradició. Uns 12.000 a 14.000 pelegrins participen cada any. No només són habitants del Gran Ducat de Luxemburg, sinó també venen dels països veïns d'Alemanya i els Països Baixos. A la literatura, en altres escriptors Guillaume Apollinaire i Clara Viebig (Das Kreuz im Venn, Berlín 1908) s'han referit a aquesta processió.
Sobre una decisió adoptada a Nairobi el 16 de novembre de 2010, la UNESCO va decidir incloure la «processió dansant d'Echternach» a la seva llista de patrimoni cultural immaterial de la humanitat.